# George Scott (Snookerspieler)
George Scott (* 16. September 1929; † 14. September 1998) war ein englischer Snookerspieler aus Liverpool, der nach einer erfolgreichen Amateurkarriere zwischen 1982 und 1995 Profispieler war. In dieser Zeit erreichte er unter anderem das Achtelfinale der International Open 1983 und das Viertelfinale des Merseyside Professional 1994 sowie Rang 37 der Snookerweltrangliste.

## Karriere
Als kleiner Junge brachte sich Scott das Snookerspiel selbst bei; hauptsächlich spielte er zunächst im Working men’s club seines Vaters. Ab 1952 nahm Scott regelmäßig an der English Amateur Championship teil, konnte aber selten die Hauptrunde bzw. nach einer Modusänderung in den 1960ern selten die finalen Runden der Qualifikation erreichen. Mit dem Erreichen des Endspiels der Qualifikation im Jahr 1964 erzielte er sein bestes Ergebnis. Den Einzug ins Endspiel um die Meisterschaft verpasste er allerdings, denn er musste sich knapp John Spencer geschlagen geben. Des Weiteren erreichte er das Achtelfinale der Pontins Spring Open 1974. Wenig später stand er im Finale der Pontins Autumn Open 1977, verlor aber gegen Billy Kelly.
Außerdem hatte er in Merseyside viele regionale Erfolge, unter anderem gewann er 13 Mal die Merseyside Open Snooker Championship. In den 1970er-Jahren spielte er regelmäßig zusammen mit Paul Medati und John Virgo in einem Club in Manchester. Kurz nachdem er das Achtelfinale des Bass and Golden Leisure Classic erreicht hatte, wurde Scott zur Saison 1982/83 Profispieler. Da Scott während der ersten beiden Saisons das Achtelfinale der International Open 1983 und die Runde der letzten 32 der International Open 1982 und des Professional Players Tournament 1983 erreichte, stieg der Engländer bis auf Platz 37 der Snookerweltrangliste, der besten Platzierung seiner Karriere.
Dank mehrerer weiterer Teilnahmen an den Hauptrunden von Ranglistenturnieren während der folgenden zwei Spielzeiten konnte sich Scott auch zunächst auf diesem Niveau halten und verschlechterte sich nur um wenige Plätze auf Rang 44. In den anschließenden beiden Saisons konnte Scott allerdings weniger Hauptrunden erreichen und schied jeweils direkt zu Beginn der Hauptrunde aus, wodurch er sich auf Platz 90 verschlechterte. Ein Jahr später verbesserte er sich aber wieder auf Rang 73, da er zwischenzeitlich die Runde der letzten 32 des Canadian Masters 1988 erreicht hatte. Danach brach Scotts Form jedoch endgültig ein und der Engländer gewann kaum mehr ein Spiel. Ab Anfang 1993 verzichtete er weitgehend auf weitere Profipartien.
Zwischenzeitlich hatte sich Scott auch ein weiteres Standbein aufgebaut, als er in seiner Heimatstadt Liverpool 1983 den The Liverpool Billiards & Snooker Club gegründet hatte. Der Club war und ist Spielort verschiedener Turniere, darunter das professionelle Merseyside Professional, das erstmals 1993 zur Feier des 10. Gründestages seines Clubs ausgetragen wurde. Zumindest bei dieser Ausgabe erhielt der Sieger Dave Harold auch eine George Scott Cup genannte Trophäe, die Scott persönlich überreichte. Scott nahm mitunter auch selbst am Merseyside Professional teil und erreichte bei der Ausgabe 1994 das Viertelfinale. Diese Turnierteilnahme war sein letzter Auftritt als Profispieler. Abgestürzt auf Platz 487 der Weltrangliste, verlor er Mitte 1995 nach dreizehn Saisons seinen Profistatus. Drei Jahre später, im September 1998, verstarb Scott an den Folgen einer Krebserkrankung im Alter von 68 Jahren. Kurz nach seinem Tod nannte sein Sohn, mittlerweile Geschäftsführer des von Scott gegründeten Clubs, diesen in The George Scott Snooker Club um.

## Erfolge
| Ausgang         | Jahr | Turnier                              | Finalgegner  | Ergebnis |
| --------------- | ---- | ------------------------------------ | ------------ | -------- |
| Amateurturniere |      |                                      |              |          |
| Zweiter         | 1964 | English Amateur Championship – North | John Spencer | 5:6      |
| Zweiter         | 1977 | Pontins Autumn Open                  | Billy Kelly  | 5:7      |